# Joey Rosskopf
Joey Rosskopf (Decatur, 5 de septiembre de 1989) es un ciclista estadounidense que fue profesonal entre 2010 y 2024.

## Biografía
Debutó como profesional en 2010, con el humilde equipo de categoría Continental (3.ª y última categoría del profesionalismo) del Mountain Khakis fueled by Jittery tras destacar en 2009 en diversas carreras de Estados Unidos.
En agosto de 2011 pasó como stagiaire al equipo Team Type 1-Sanofi de una categoría superior, Profesional Continental; siendo uno de los no diabéticos de la escuadra. En noviembre participó del Tour de Ruanda, donde finalizó segundo por detrás de su compañero de equipo Kiel Reijnen. Además, logró hacer podio en 3 etapas, una de ellas siendo el ganador. Esto le valió para asegurarse un lugar en el Type 1- Sanofi en la temporada 2012, pero tras la reestructuración del equipo y al pasar a ser una formación enteramente integrada por diabéticos, Rosskopf fichó para 2013 por un equipo Continental, el Hincapie Sportswear Development Team.
La temporada 2013, ha sido la mejor de Rosskopf en cuanto a resultados. En mayo, durante una gira del equipo por Europa, fue tercero en la Flèche du Sud y ganó la París-Arrás Tour (carrera que además ganó una etapa). De retorno a América, hizo podio en la Philadelphia Cycling Classic y ganó la contrarreloj del Tour de Beauce.
En octubre de 2024 anunció su retirada al finalizar la temporada.

## Palmarés
2011
- 1 etapa del Tour de Ruanda

2013
- París-Arrás Tour, más 1 etapa
- 1 etapa del Tour de Beauce

2014
- Redlands Bicycle Classic, más 1 etapa
- 2.º en el Campeonato Panamericano Contrarreloj
- 2.º en el Campeonato Panamericano en Ruta

2016
- Tour de Limousin, más 1 etapa

2017
- Campeonato de Estados Unidos Contrarreloj

2018
- Campeonato de Estados Unidos Contrarreloj

2021
- Campeonato de Estados Unidos en Ruta

2023
- 3.º en el Campeonato de Estados Unidos Contrarreloj

## Resultados en Grandes Vueltas y Campeonatos del Mundo
Durante su carrera deportiva ha conseguido los siguientes puestos en las Grandes Vueltas y en los Campeonatos del Mundo:
| Carrera              | Carrera              | 2010 | 2011 | 2012 | 2013 | 2014 | 2015  | 2016 | 2017  | 2018 | 2019 | 2020 | 2021 | 2022 | 2023 | 2024 |
| -------------------- | -------------------- | ---- | ---- | ---- | ---- | ---- | ----- | ---- | ----- | ---- | ---- | ---- | ---- | ---- | ---- | ---- |
|                      | Giro de Italia       | —    | —    | —    | —    | —    | —     | 85.º | 70.º  | —    | —    | 64.º | —    | —    | —    | —    |
|                      | Tour de Francia      | —    | —    | —    | —    | —    | —     | —    | —     | —    | 73.º | —    | —    | —    | —    | —    |
|                      | Vuelta a España      | —    | —    | —    | —    | —    | 124.º | —    | —     | 81.º | —    | —    | —    | —    | —    | —    |
| Mundial en Ruta      | Mundial en Ruta      | —    | —    | —    | —    | —    | —     | Ab.  | 124.º | —    | —    | —    | —    | —    | —    | —    |
| Mundial Contrarreloj | Mundial Contrarreloj | —    | —    | —    | —    | —    | —     | —    | 41.º  | 15.º | —    | —    | —    | —    | —    | —    |

—: no participa

Ab.: abandono

## Equipos
- Mountain Khakis fueled by Jittery (2010)
- Team Type 1-Sanofi (2011[8] -2012)
- Hincapie Sportswear Development Team (2013-2014)
- BMC/CCC (2015-2020)
  - BMC Racing Team (2015-2018)
  - CCC Team (2019-2020)
- Rally/HPH[9] (2021-2022)
  - Rally Cycling (2021)
  - Human Powered Health (2022)
- Q36.5 Pro (2023-2024)